# Stefano Peschiera
Stefano Peschiera Loret de Mola (Lima, 16 de enero de 1995) es un velerista peruano.
En la clase Laser ha sido medalla de bronce en el campeonato mundial sub-21 de 2014 y medalla de plata en los Juegos Bolivarianos de 2013.
En 2022 ganó el campeonato nacional peruano de Snipe.

## Biografía
Nació en Lima el 16 de enero de 1995 en el seno de una familia católica. Es hijo de Pablo Peschiera Alfaro y de María Elena Loret de Mola Böhme.
Realizó sus estudios escolares en el Markham College.
En agosto de 2024 fue condecorado con los Laureles Deportivos con la develación de la placa en el frontis del Estadio Nacional.

## Vela universitaria
Ganó el campeonato nacional masculino de embarcaciones de un solo tripulante de la ICSA dos veces, en 2015 y 2018; el campeonato nacional mixto de la ICSA en 2018; y el campeonato nacional de regatas por equipos de la ICSA en 2017-18 navegando para el College of Charleston. Fue nombrado Regatista Universitario del Año de la ICSA en 2018.

## Juegos Panamericanos
Fue designado abanderado de la delegación de Perú en la Ceremonia de apertura de los Juegos Panamericanos de 2019.En 2023 participó en los Juegos Panamericanos de Santiago, obteniendo la medalla de oro en la modalidad ILCA 7 de vela. Actualmente ocupa el puesto número 8 en el Ranking Mundial de Vela.

## Juegos Olímpicos
Su primera participación fue en los Juegos Olímpicos de Río de Janeiro 2016, en la clase Láser Estándar masculina, ocupando el puesto 31, después de haber obtenido para Perú el primero de los 9 cupos ofrecidos en el Campeonato Mundial de Laser en Kingston, Canadá. 
Asimismo, clasificó para los Juegos Olímpicos de Tokio 2020, ocupando el puesto 25. 
Por último, representó a Perú en los Juegos Olímpicos de París 2024, donde obtuvo la medalla de bronce en la clase Láser masculina, ganando una presea olímpica para el Perú después de 32 años. Producto de ello, el gobierno peruano oficializó entrega de los Laureles Deportivos a Peschiera en el grado de Gran Oficial.

## Palmarés internacional
| Juegos Panamericanos | Juegos Panamericanos | Juegos Panamericanos | Juegos Panamericanos |
| Año                  | Lugar                | Medalla              | Prueba               |
| -------------------- | -------------------- | -------------------- | -------------------- |
| 2023                 | Santiago             | Medalla de oro       | Laser                |
| Juegos Olímpicos     |                      |                      |                      |
| Año                  | Lugar                | Medalla              | Prueba               |
| 2024                 | París                | Medalla de bronce    | Laser                |